# Крушение в Амагасаки
Крушение поезда в Амагасаки (яп. JR福知山線脱線事故 джей ар Фукутияма-сен дассен дзико, букв. «сход с рельсов на линии JR Фукутияма») — железнодорожная катастрофа в Японии, произошедшая 25 апреля 2005 года в 9:18 по местному японскому времени (0:19 UTC) после завершения местного часа пик. Экспресс-поезд 5418M компании West Japan Railway Company из семи вагонов, шедший по расписанию к станции Досисамаэ через линии Тодзаи и Гаккентоси, сошёл с рельсов недалеко от станции Амагасаки. Два первых вагона врезались в жилой дом: первый протаранил подземную парковку (его остатки пришлось извлекать в течение нескольких дней), второй врезался в угол здания и был сжат в форме буквы «Г» весом оставшихся вагонов. В поезде находилось не менее 700 человек (по первоначальным данным 580 человек). Жертвами крушения стали 107 человек: 106 пассажиров и машинист. 562 были ранены.
По свидетельствам очевидцев, поезд перед столкновением двигался слишком быстро и не затормозил. Подобных катастроф в Японии не происходило с 1991 года, когда на западе страны в городе Сигараки в результате лобового столкновения двух поездов 42 человека погибли и более 600 получили ранения. Крушение в Амагасаки стало крупнейшим по числу жертв с 1963 года, когда в Цуруми в результате столкновения двух поездов (один из них сошёл с рельс) погибли 162 человека. На данный момент крушение в Амагасаки является последней крупной катастрофой в истории железнодорожного транспорта Японии.

## Поезд

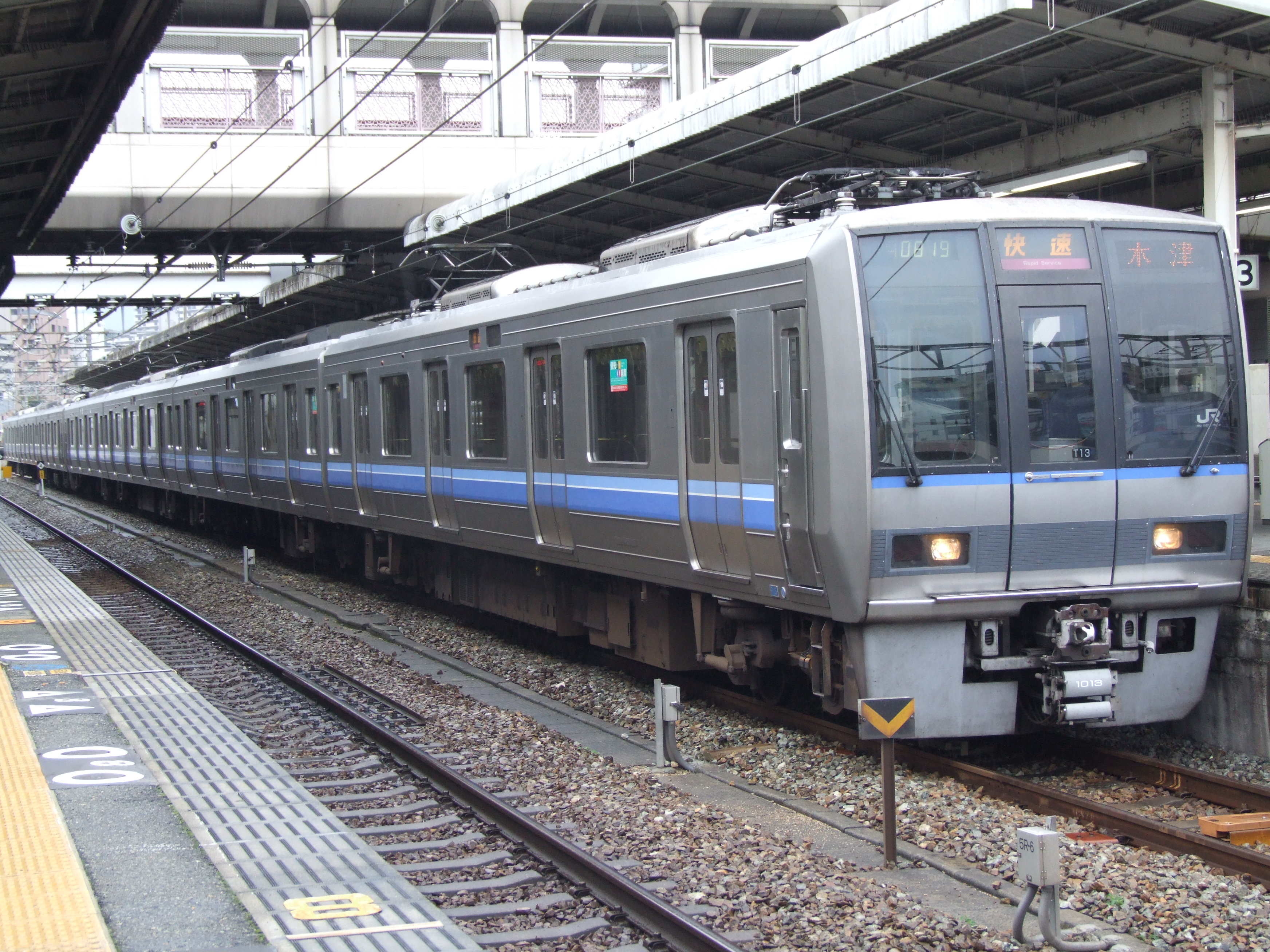
Поезд серии 207, схожий с разбившимся

Скоростной поезд типа «кайсоку» под номером 5418M ходил по линии Такарадзука от станции Такарадзука к станции Досиса-маэ. Он состоял из семи вагонов 207 серии, объединённых в группы по 4 и по 3 вагона (вагон 1 был головным). В день аварии поезд перевозил около 700 пассажиров. Один из вагонов был предназначен исключительно для женщин.
| Номер вагона | 1           | 2           | 3           | 4            | 5               | 6             | 7             |
| ------------ | ----------- | ----------- | ----------- | ------------ | --------------- | ------------- | ------------- |
| Имя          | KuHa 207-17 | MoHa 207-31 | MoHa 206-17 | KuHa 206—129 | KuMoHa 207—1033 | SaHa 207—1019 | KuHa 206—1033 |

## Катастрофа и её расследование

### Личность машиниста и политика компании
Поездом управлял 23-летний машинист Рюдзиро Таками, имевший всего 11 месяцев стажа. Ранее Таками работал кондуктором и два раза получал выговоры: в мае 2002 года он получил первый выговор за сорванный стоп-кран в момент, когда поезд проезжал мимо платформы, а в августе 2003 года получил второй выговор за то, что заснул на рабочем месте. Также за 10 месяцев до крушения в Амагасаки этот машинист проехал лишние 100 метров при остановке у станции и был жёстко наказан в соответствии с правилами компании West Japan Railway Company, строго придерживающейся пунктуальности в плане прибытия поездов и соблюдения правил.
На железнодорожных станциях поезда ходят в двух направлениях, что позволяет людям пересаживаться быстро со скоростных на местные поезда, ходящие по одной и той же линии, вследствие чего любая задержка может серьёзно сдвинуть всё расписание. СМИ, изучая обстоятельства трагедии, выяснили, что за минувшие три года фора поездов сократилась с 71 до 28 секунд при 15-минутном движении от станции Такарадзука до станции Амагасаки.
За совершаемые нарушения наподобие проезда мимо платформы или малейшие опоздания сотрудники JR West не только оштрафовывались в финансовом плане, но и отправлялись на так называемые «курсы переподготовки» 日勤教育 (яп. никкин-кёйку обучение в дневную смену), где по факту их заставляли заниматься грязной работой от очистки рельсов от птичьего помета до прополки и подстригания травы. Один из таких курсов, длившийся 30 дней, стал серьёзным психологическим ударом для Таками, который боялся снова на них попасть. Сотрудники подвергались постоянным оскорблениям (и отнюдь не всегда в рамках цензурного) и вынуждены были писать огромные объяснительные, а также заниматься обычной уборкой вместо традиционной работы, вследствие чего прошедшие этот курс заявляли, что там не велось никакой подготовки.

### Действия машиниста перед катастрофой
Примерно в 8:53, по свидетельствам кондуктора, машинист проехал на красный сигнал светофора у станции Такарадзука, и в результате этого сработала автоматическая система остановки. В результате поезд покинул станцию с опозданием в 15 секунд. Проезд на красный свет считался серьёзным правонарушением в JR West, за которое следовало отправление на курсы переподготовки.
На следующей станции Итами поезд проскочил перрон и остановился слишком далеко, проехав лишние 40 метров. В связи с этим Таками вынужден был сделать задний ход для точной остановки. Итоговое отставание от графика выросло до полутора минут, что считалось откровенно неприемлемым по японским меркам и приравнивалось к чрезвычайному происшествию. Согласно свидетельским показаниям 42-летнего кондуктора, машинист позвонил ему по внутреннему телефону и попросил его не сообщать о подобном инциденте на станцию, поскольку опасался серьёзного наказания. В этот момент один из пассажиров прервал разговор и потребовал объяснить, чем была вызвана подобная остановка.
Таками попытался сократить отставание за оставшееся время и увеличил скорость до 120 км/ч, пройдя станцию Цукагути, однако через 4 минуты после остановки у Итами произошла трагедия. Пассажиры замечали, что поезд движется намного быстрее обычного. Следствие предположило, что Таками панически боялся очередного сурового взыскания и попытался избежать наказания любой ценой, вследствие чего утратил контроль над ситуацией и разогнал поезд до огромной скорости на очень опасном участке. Представители компании утверждали, что за несколько секунд до схода поезда с рельс они пытались выйти на связь с машинистом, но не получили ответа.

### Место крушения

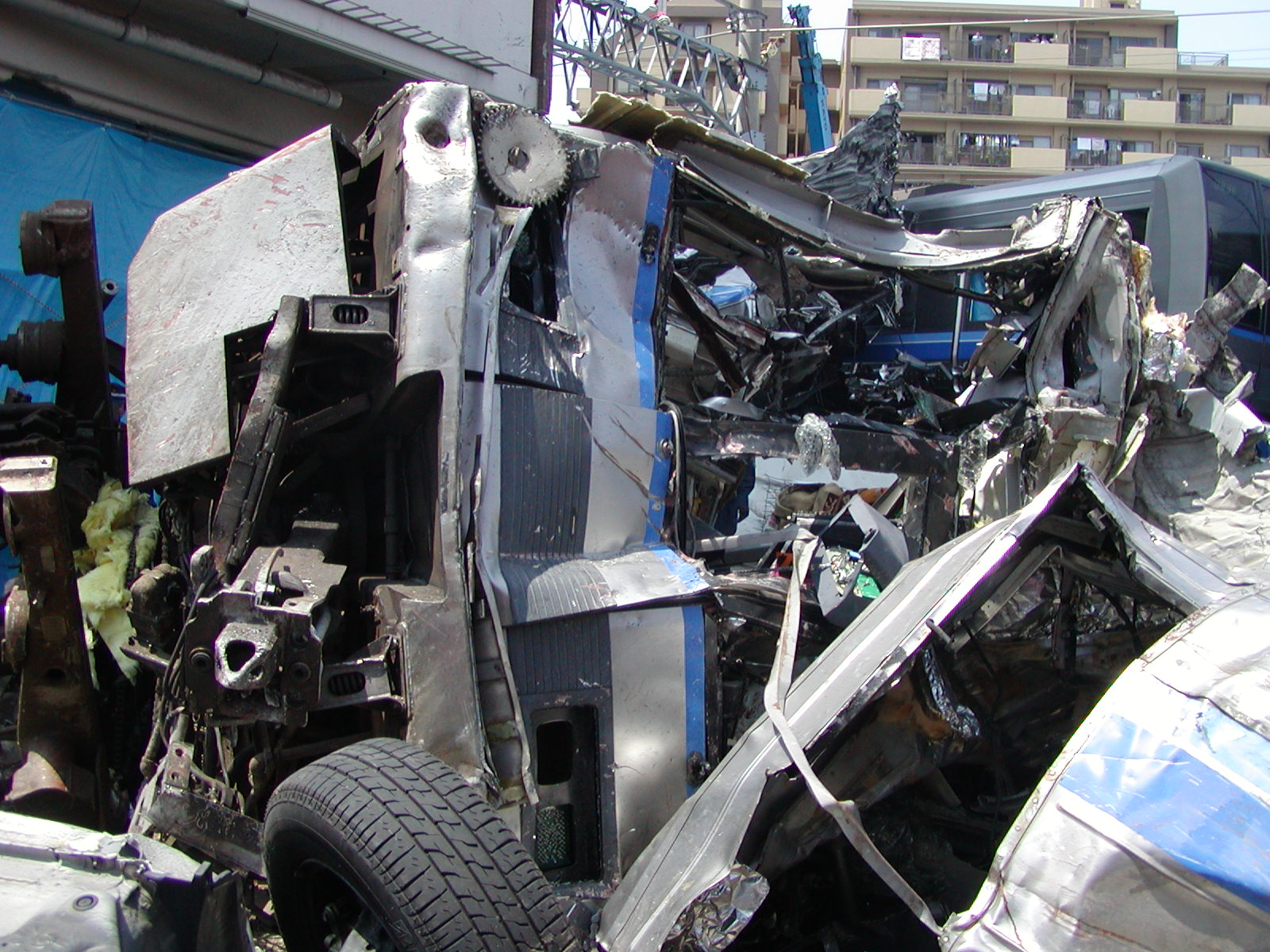
Остатки разрушенного первого вагона

На участке дороги, где произошла катастрофа, радиус поворота составлял около 304 метров, а допустимый предел скорости там составлял 70 км/ч. Показания сохранившегося «чёрного ящика» поезда свидетельствовали о том, что Таками вёл поезд со скоростью 116 км/ч. Теоретически поезда типа 207 могли сходить с рельсов при развиваемой скорости в 133 км/ч, хотя по документам их предельная скорость составляла 120 км/ч.
Так называемый фактор непогашенного ускорения в кривой стал непосредственной причиной того, что поезд сошёл с рельсов на этом участке. Следствие при помощи компьютерных экспериментов установило, что поезд должен был сойти при скорости не менее 106 км/ч. Расстояние от железной дороги до жилого дома не было закреплено японскими законами в связи с высокой степенью доверия железнодорожной системе: дороги зачастую проходят очень близко к домам в жилых районах. Система АТС могла заставить поезд автоматически затормозить, но на том участке оборудование для торможения не было установлено.
За 4 секунды до столкновения машинист всё же включил стандартный рабочий тормоз вместо аварийного тормоза, поскольку о его использовании необходимо было в обязательном порядке докладывать компании. Психологическое давление и угроза возможного наказания за необоснованное использование аварийного тормоза заставили Таками выбрать стандартный тормоз, лишив его последнего шанса предотвратить трагедию. Экспресс буквально вылетел с путей и врезался в здание многоярусного автоматического паркинга около станции Амагасаки. Первый вагон протаранил автомобильную стоянку на первом этаже многоквартирного дома, второй врезался во внешнюю стену дома и был сплющен в форме буквы «Г» третьим и четвёртыми вагонами, которых подтолкнул пятый вагон. 9-этажный дом находился всего в 6 м от железной дороги.
Одну из протараненных поездом машин изначально считали виновницей аварии, ошибочно предполагая, что она оказалась на рельсах до аварии. Позже выяснилось, что машина стояла на находящейся неподалёку автомобильной стоянке в момент аварии. Раздробленные камни, которые попали с дороги на рельсы и были раздавлены колёсами других вагонов, первоначально рассматривались не как следствие, а как возможная причина аварии: в Японии были нередки случаи вандализма, когда на рельсы хулиганы клали посторонние предметы и из-за этого поезда сходили с путей.
Окончательный отчёт о расследовании был представлен в 2007 году.

### Погибшие и пострадавшие
Из 107 погибших 99 находились в первых двух вагонах: не менее 43 в первом вагоне (27 мужчин и 16 женщин, в том числе машинист), не менее 45 во втором вагоне (22 мужчины и 23 женщины) и минимум один в третьем вагоне. По некоторым данным, машинист пережил непосредственно момент столкновения, но получил тяжёлые ранения, от которых и скончался. Показания были получены на основе допроса 519 выживших пассажиров.
К операции по спасению пострадавших людей и извлечению тел погибших были привлечены армейские подразделения. В течение первого часа на месте крушения не хватало машин «скорой помощи», поэтому многих пассажиров вытаскивали из вагонов на улицу, оказывая им прямо на дороге первую помощь и развозя их по больницам на частных автомобилях.
Одной из выживших в той катастрофе была Айко Окадзаки, у которой оказалась парализована нижняя часть тела из-за повреждения спинного мозга. После прохождения курса реабилитации она продолжила работу в компании Sony, а также стала паралимпийской лучницей в классе W1 и даже приняла участие в Паралимпийских играх 2021 года в Токио.

## Последствия

### Технические новшества
С целью избежания ещё одной подобной трагедии Министерство транспорта Японии обязало оборудовать все железнодорожные компании автоматической системой торможения на крутых поворотах, чтобы поезда не сходили с рельс. Участок у станции Амагасаки после восстановительных работ был открыт 19 июня 2005 года, а на железных дорогах установили чёткие ограничения скорости: 95 км/ч на прямом участке и 60-70 км/ч на повороте.

### Следствие в отношении компании JR West и судебные тяжбы
27 апреля 2005 года, на следующий день после катастрофы полиция Японии провела обыски в помещениях администрации, пытаясь найти какие-либо документы, которые могли бы прояснить обстоятельства крушения. В частности, полиция искала графики скоростных режимов, в которых двигаются электрички компании. В тот же день Правительство Японии потребовало от компании пересмотреть программы переподготовки машинистов в сфере обеспечения быстрых и безопасных перевозок, несмотря на заверения JR West в эффективности этой программы. Генеральный секретарь кабинета министров Японии заверил общественность, что расследование будет доведено до конца.
В июне 2005 года Масаака Иде, советник руководства JR West и один из сторонников курсов переподготовки, объявил о своей отставке. 26 декабря покинул свой пост и президент компании Такэси Какути, взявший на себя ответственность за трагедию. Его преемником стал вице-президент Масао Ямадзаки, причём отставка произошла в день железнодорожной аварии в Инахо с участием поезда компании JR East, что было признано всего лишь совпадением.
Расследование в отношении JR West продолжилось: в 2008 году газета The Daily Yomiuri писала о том, что родственники погибших и пострадавшие в аварии жаловались на физические и психические заболевания, а 8 июля 2009 года на Ямадзаки завели уголовное дело по обвинению в халатности, вызвавшей трагедию в Амагасаки. Ямадзаки объявил в тот же день о немедленном уходе с поста президента, оставшись в совете директоров. 11 января 2012 года судья округа Кобе Макото Окада снял все обвинения с Ямадзаки, признав, что трагедию невозможно было предсказать, но раскритиковав попытки JR West снять с себя ответственность за катастрофу.

## В культуре
- Телеканал National Geographic Channel посвятил два документальных фильма трагедии в Амагасаки: это серия «Поезд-беглец» документального сериала «Секунды до катастрофы» (6-й сезон, 2012 год)[27] и серия «Крушение поезда в Осаке» документального сериала «В ловушке[англ.]».
- Телеканал NHK поставил в эфир огромное количество документальных фильмов о катастрофе.